# نيكولاس جوردان
نيكولاس جوردان (Nicholas Jordan)، من مواليد 13 نوفمبر 1989 في ألدرشوت في إنجلترا، لاعب كرة قدم إنجليزي. بدأ مسيرته الكروية مع نادي بورتسموث في عام 2006، وهو يلعب معهم حتى الآن.